# Das perfekte Geheimnis
Pour plus de détails, voir Fiche technique et Distribution.
Das perfekte Geheimnis (littéralement « le secret parfait ») est un film allemand réalisé par Bora Dagtekin, sorti en 2019. Il s'agit d'un remake du film italien Perfetti sconosciuti.

## Synopsis
Sept amis réunis autour d'un dîner relèvent le défi de laisser leurs téléphones portables respectifs allumés au centre de la table et de répondre publiquement à tous les appels.

## Fiche technique
- Titre : Das perfekte Geheimnis
- Réalisation : Bora Dagtekin
- Scénario : Bora Dagtekin
- Musique : Egon Riedel
- Photographie : Moritz Anton
- Montage : Sabine Panek
- Production : Lena Schömann et Nicole Springstubbe
- Société de production : Constantin Film
- Pays :  Allemagne
- Genre : Comédie dramatique
- Durée : 111 minutes
- Dates de sortie : 
  -  Allemagne : 31 octobre 2019

## Distribution
- Elyas M'Barek : Leo Keschwari
- Florian David Fitz : Pepe Deneke
- Jella Haase : Bianca
- Karoline Herfurth : Carlotta Keschwari
- Frederick Lau : Simon Schifferdecker
- Wotan Wilke Möhring : Rocco Koch
- Jessica Schwarz : Eva Koch
- Adriana Altaras : la mère de Leo

## Box-office
Le film a enregistré 5,2 millions d'entrées au box-office allemand. 